# Creugas gulosus
Creugas gulosus là một loài nhện trong họ Corinnidae.
Loài này thuộc chi Creugas. Creugas gulosus được Tord Tamerlan Teodor Thorell miêu tả năm 1878.